# Форест-Джанкшен (Вісконсин)
Форест-Джанкшен (англ. Forest Junction) — переписна місцевість (CDP) в США, в окрузі Калумет штату Вісконсин. Населення — 746 осіб (2020).

## Географія
Форест-Джанкшен розташований за координатами 44°12′54″ пн. ш. 88°8′57″ зх. д. / 44.21500° пн. ш. 88.14917° зх. д. (44.215108, -88.149165).  За даними Бюро перепису населення США в 2010 році переписна місцевість мала площу 6,72 км², з яких 6,72 км² — суходіл та 0,01 км² — водойми.

## Демографія
Згідно з переписом 2010 року, у переписній місцевості мешкало 616 осіб у 239 домогосподарствах у складі 172 родин. Густота населення становила 92 особи/км².  Було 259 помешкань (39/км²).
Расовий склад населення:
| - 96,9 % — білих - 0,5 % — чорних або афроамериканців - 0,2 % — корінних американців |

До двох чи більше рас належало 2,4 %. Частка іспаномовних становила 2,1 % від усіх жителів.
За віковим діапазоном населення розподілялося таким чином: 27,1 % — особи молодші 18 років, 66,2 % — особи у віці 18—64 років, 6,7 % — особи у віці 65 років та старші. Медіана віку мешканця становила 35,3 року. На 100 осіб жіночої статі у переписній місцевості припадало 93,7 чоловіків;  на 100 жінок у віці від 18 років та старших — 97,8 чоловіків також старших 18 років.
Середній дохід на одне домашнє господарство  становив 62 988 доларів США (медіана — 55 313), а середній дохід на одну сім'ю — 70 237 доларів (медіана — 65 417). Медіана доходів становила 40 987 доларів для чоловіків та 32 917 доларів для жінок. За межею бідності перебувало 2,4 % осіб, у тому числі 2,7 % дітей у віці до 18 років та 5,5 % осіб у віці 65 років та старших.
Цивільне працевлаштоване населення становило 404 особи. Основні галузі зайнятості: виробництво — 26,5 %, освіта, охорона здоров'я та соціальна допомога — 12,6 %, будівництво — 10,9 %, оптова торгівля — 9,4 %.